# 冕宁小檗
冕宁小檗（学名：Berberis mianningensis），为小檗科小檗属下的一个植物种。